# Preconcepto
Un preconcepto es un término utilizado en diversas ciencias sociales, con sentidos distintos aunque semejantes. No debe confundirse con el concepto de prejuicio, aunque ambos términos se refieren a distintos aspectos de lo que genéricamente se denomina un concepto previo o una idea preconcebida. 
En pedagogía, fundamentalmente en la teoría del aprendizaje significativo (constructivismo de Ausubel), se define como una representación que posee el alumno sobre algún aspecto de la realidad, y que constituye el punto de partida en el proceso de aprendizaje para la asimilación de los verdaderos conceptos. No hay un consenso en la utilización del término, y diferentes autores utilizan en su lugar otros con el mismo significado: "ideas previas", "concepciones alternativas", "errores conceptuales", "preconceptos", "concepciones espontáneas", "teorías implícitas" y "teorías en acción".
En epistemología e historia de la ciencia suele indicar la inevitable predisposición del científico a dar por sentado el conocimiento previo sobre alguna materia, lo que contribuye al mantenimiento del paradigma dominante frente a la falsación que debería aplicarse con el método científico a toda teoría científica. En este campo, el término preconcepto no debe confundirse con el concepto de axioma, fundamento de ciencias no experimentales, como la lógica y las matemáticas.
Habitualmente se hace una utilización paralela del aspecto pedagógico y epistemológico del término, como en este caso extraído de una página de recursos educativos en biología, que entiende preconcepto como idea no científica (la persistencia de ideas no científicas aun después de finalizada la educación formal) y continúa: La adquisición de ideas intuitivas es inherente al proceso del conocimiento humano. Se han documentado tales preconceptos en alumnos de todas las edades (aun en estudiantes avanzados de ciencias) y en diversas culturas. Los preconceptos actúan como sistemas explicativos con los que las personas dan sentido al mundo que las rodea y comprenden ciertos fenómenos. En términos constructivistas, estas concepciones pueden funcionar como andamiaje cognitivo para la incorporación de saberes científicos.
Un ejemplo muy habitual de preconcepto es la atribución de una finalidad (finalismo o teleología) a los hechos naturales, lo que hace que en muchas ocasiones incluso la teoría de la evolución del darwinismo (que plantea una evolución por selección natural a partir de la variabilidad genética sin propósito inicial ni meta final) sea entendida en términos más propios del lamarckismo (la herencia de los caracteres adquiridos) o de las teorías de Teilhard de Chardin (la evolución es una escala de perfecciones tendente al ser humano y a la encarnación de Jesucristo) o de las más recientes del diseño inteligente (hay un propósito inicial en el mecanismo evolutivo).
Preguntas infantiles muy conocidas ¿qué pesa más: un kilogramo de hierro o un kilogramo de paja? o algo más exigentes ¿qué llegará antes al suelo: una bola de madera o una bola de plomo?, que son un clásico de la enseñanza inicial de la física (incluso en su forma más tradicional), tienen en su planteamiento la búsqueda de un preconcepto que debe ser utilizado por el profesor y el estudiante para, a través de su cuestionamiento lógico o experimental (ya que la respuesta inicial suele ser la errónea), acceder a la correcta comprensión de conceptos físicos como la masa, el peso, la densidad, la inercia y la aceleración de la gravedad.